# Colin Clive
Colin Clive (Saint-Malo, 20 januari 1900 - Hollywood, 25 juni 1937) was een Brits acteur.

## Levensloop en carrière
Clive werd geboren in 1900 in het Franse Saint-Malo, als zoon van een Brits militair, Philip Greig, en zijn vrouw, Caroline Clive. Na zijn studies ging hij naar de Koninklijke Militaire Academie Sandhurst. Door een knieblessure moest hij zijn militaire loopbaan opgeven. Hij besloot om acteur te worden. Hij werkte samen met regisseur James Whale in zijn eerste film Journey's End uit 1930, een film over de Eerste Wereldoorlog.
Clive maakt slechts 3 horrorfilms, maar kreeg grote bekendheid door deze films. Hij speelde Henry Frankenstein in de gelijknamige film Frankenstein (1931). Ook in het vervolg Bride of Frankenstein speelde hij deze rol. Andere bekende hoofdrollen speelde hij in Jane Eyre uit 1934, naast Virginia Bruce en The Girl from 10th Avenue uit 1935, naast Bette Davis.
In 1929 huwde Clive met actrice Jeanne de Casalis. Clive was een zware alcoholist. Hij overleed op 37-jarige leeftijd aan complicaties ten gevolge van tuberculose.
- Biblioteca Nacional de España: XX1662643
- Bibliothèque nationale de France: cb141652288 (data)
- Gemeinsame Normdatei: 135930561
- International Standard Name Identifier: 0000 0001 1620 6669
- Library of Congress Control Number: no89021246
- Nationale Bibliotheek van Tsjechië: xx0153077
- Nationale Bibliotheek van Israël: 987007457305005171
- Nederlandse Thesaurus van Auteursnamen: 243322127
- SNAC: w6q55fmd
- Système universitaire de documentation: 140280545
- Virtual International Authority File: 36475021
- WorldCat: E39PBJdrJmHdf998Hq74kwQKBP